# Шапиро, Борис Миронович
Бори́с Миро́нович Шапи́ро (20 марта 1930, Журавичи, Могилёвский округ — 4 апреля 2019) — советский экономист-аграрник. Доктор экономических наук, профессор. Академик Международной академии информационных процессов и технологий. Заслуженный работник сельского хозяйства Республики Беларусь (1995).

## Биография
Родился в 1930 году в селе Журавичи (ныне — Рогачевского района Гомельской области).
В 1953 окончил исторический факультет Гомельского государственного педагогического института.
Восемь лет работал в средней школе, из них шесть — директором.
1961 — 1973 — председатель колхоза имени Суворова Любанского района.
1973 — 1991 — заведующий сектором организации работы в Белорусском научно-исследовательском институте аграрной экономики.
1991 — 2004 — начальник отдела организационных структур АПК, заведующий сектором адаптации колхозов и совхозов к рыночной инфраструктуре этого института.
В 1970 г. защитил кандидатскую диссертацию на тему «Интенсификация молочного скотоводства», в 1990 — докторскую — «Организация труда в сельском хозяйстве (теория, методология, практика)».
С 1991 — профессор. В 1996 г. избран действительным членом Международной академии наук информации, информационных процессов и технологий (МАНИПТ), которая является организацией, ассоциированной с Департаментом общественной информации ООН.
Заслуженный работник сельского хозяйства Республики Беларусь, депутат Верховного Совета 8-го созыва.
Научные работы по проблемам сельскохозяйственного производства, реформирования АПК Беларуси.
Сын — экономист Семён Борисович Шапиро.

## Избранные труды
- Организация труда на фермах и комплексах. — Урожай, 1979. — 280 с.
- Резервы эффективного использования техники. — Урожай, 1980. — 112 с.
- Машинная технология картофельного поля. — Урожай, 1981. — 200 с.
- Организация труда в условиях индустриализации сельскохозяйственного производства. — Урожай, 1982. — 191 с.
- Коллективный подряд в агропромышленном комплексе. — Урожай, 1985. — 198 с.
- […] свинины на промышленной основе. — Урожай, 1987. — 161 с.
- Коллективный подряд и арендные отношения в сельском хозяйстве. — Урожай, 1989. — 215 с.
- Организационно-экономический механизм реформирования сельскохозяйственных предприятий в структуры рыночного типа // Экономические вопросы развития сельского хозяйства в Республике Беларусь. — БелНИИЭП АПК, 1993. — 10 с.
- Рекомендации по реформированию колхозов и совхозов в хозяйственные структуры рыночного типа. — БелНИИЭИ АПК, 1995. — 57 с.
- Экономический механизм формирования коллективно-долевой собственности // Достижения науки и передовой практики для внедрения в промышленное […] Республики Беларусь. — БелНИИЭИ АПК. 1995. — 6 с.
- Агропромышленный комплекс в условиях перехода к рынку. — Армита — маркетинг менеджмент, 1997. — 288 с.
- Модели организационно-экономического устройства крупных товарных хозяйств // Научные основы перспективного развития агропромышленного комплекса Республики Беларусь. — БелНИИЭИ АПК, 1998. — 7 с.
- Основные направления реформирования сельскохозяйственных предприятий // Вести Акад. аграр. наук Респ. Беларусь. — 1999. — № 4.
- Реформирование сельскохозяйственный предприятий: что показал анкетный опрос // Агроэкономика. — 1999. — № 11.

## Награды
- Орден Ленина;
- Орден Трудового Красного Знамени;
- медали;
- Почётная грамота Верховного Совета Беларуси.